# Tinlot
Tinlot è un comune francofono del Belgio di 2 358 abitanti, situato nella Region Vallone nella Provincia di Liegi.